# Facebook City
Pour les articles homonymes, voir Facebook et City.
Facebook City ou Zee-Town (Ville Facebook, ou Ville Z, comme Zuckerberg) est un important projet de création de ville nouvelle-campus urbanisé-cité idéale d'environ 80 hectares. Ce projet est lancé en 2012 par Mark Zuckerberg, PDG fondateur de la société américaine de réseautage social Facebook (entreprise), à Menlo Park, dans la baie de San Francisco, de la Silicon Valley, en Californie, aux États-Unis,.

## Historique
Après avoir fondé son site Facebook et son entreprise startup Facebook (entreprise) en 2004, sa fondation Initiative Chan Zuckerberg en 2009, et être devenu 16e fortune mondiale en 2015 avec 33,4 milliards de dollars, Mark Zuckerberg annonce en 2012, son projet de création d'une ville nouvelle, sur le site de son entreprise de Menlo Park dans la Silicon Valley en Californie, pour y loger ses 6600 salariés et leurs familles, et jusqu’à 10 000 personnes, sur environ 80 hectares de superficie,,.

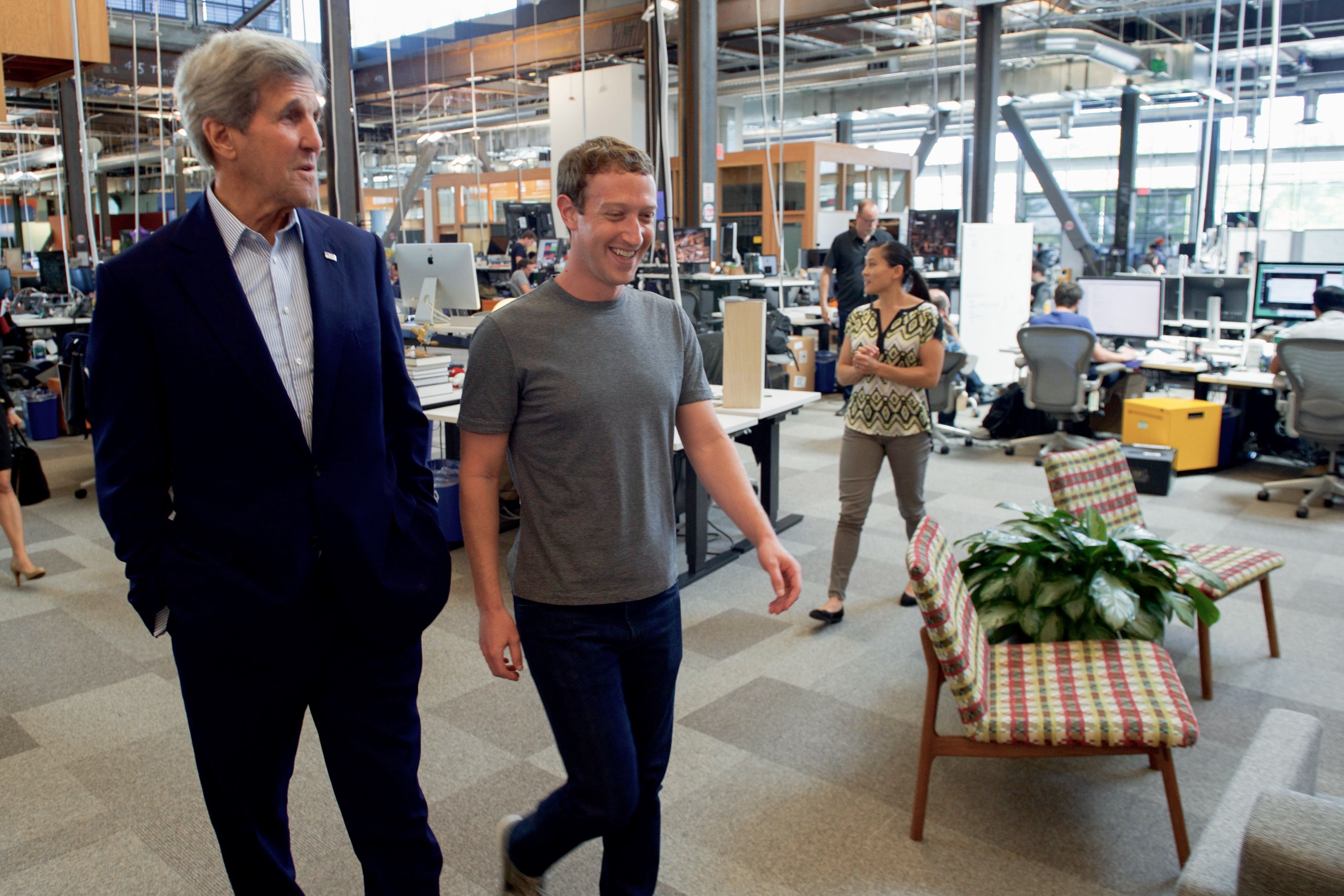
Visite du nouveau siège social Facebook par Mark Zuckerberg et le secrétaire d'État des États-Unis John Kerry en 2016.
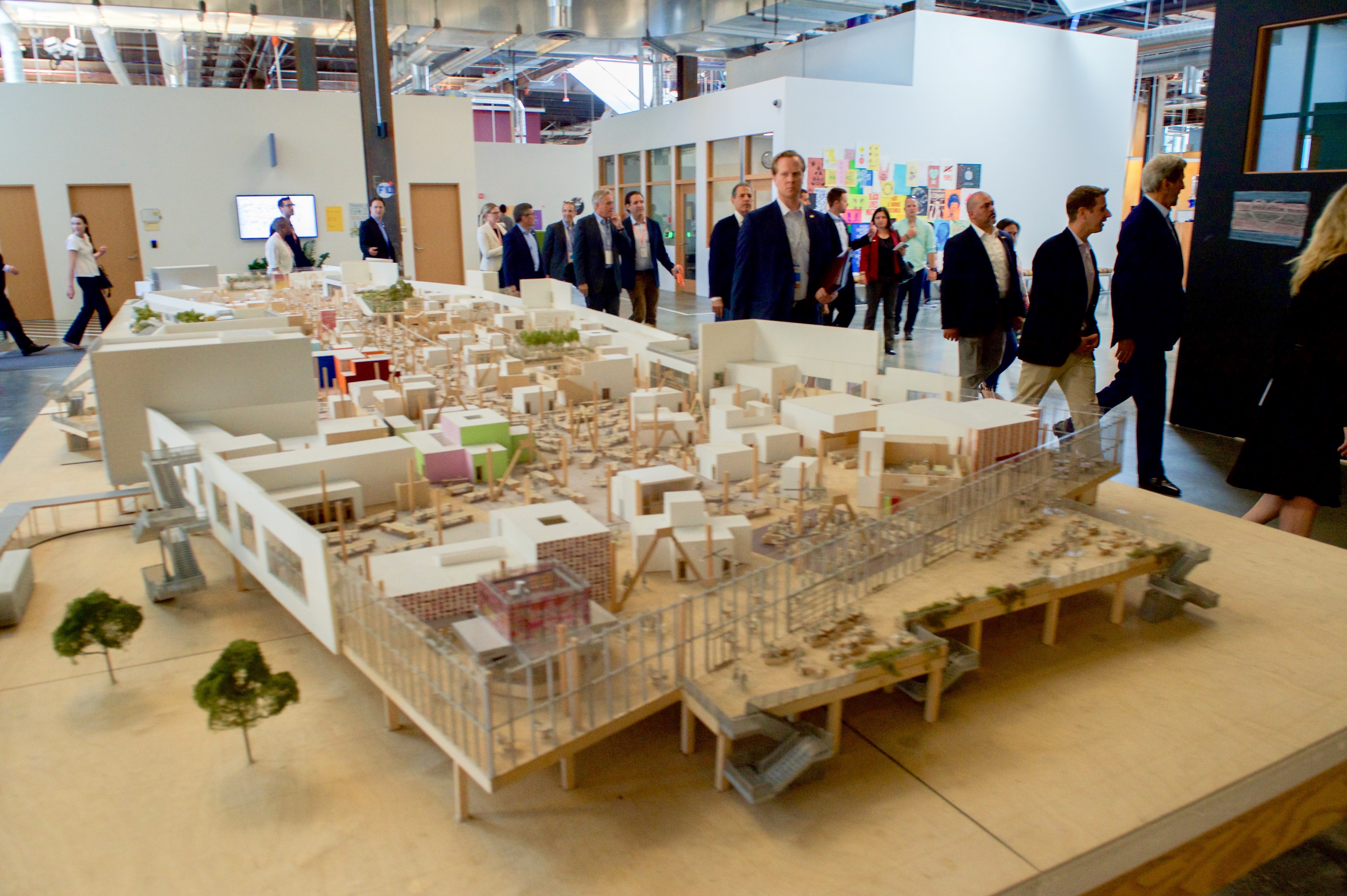
Maquette du nouveau siège social de Facebook de 2016, de Menlo Park.

Bien plus qu'un projet de campus, tel que Microsoft Redmond campus de Bill Gates, Infinite Loop d'Apple de Steve Jobs,  Googleplex de Google de Larry Page et Sergey Brin, ou Skywalker Ranch et Letterman Digital Arts Center du Presidio de San Francisco, de Lucasfilm de George Lucas..., cet ambitieux et très coûteux projet d'avantage en nature à ses salariés en logements et urbanisme adaptés, permet à son initiateur de renforcer sa culture d'entreprise, et d'encourager ses employés à se focaliser sur leur emploi, sur le long terme...

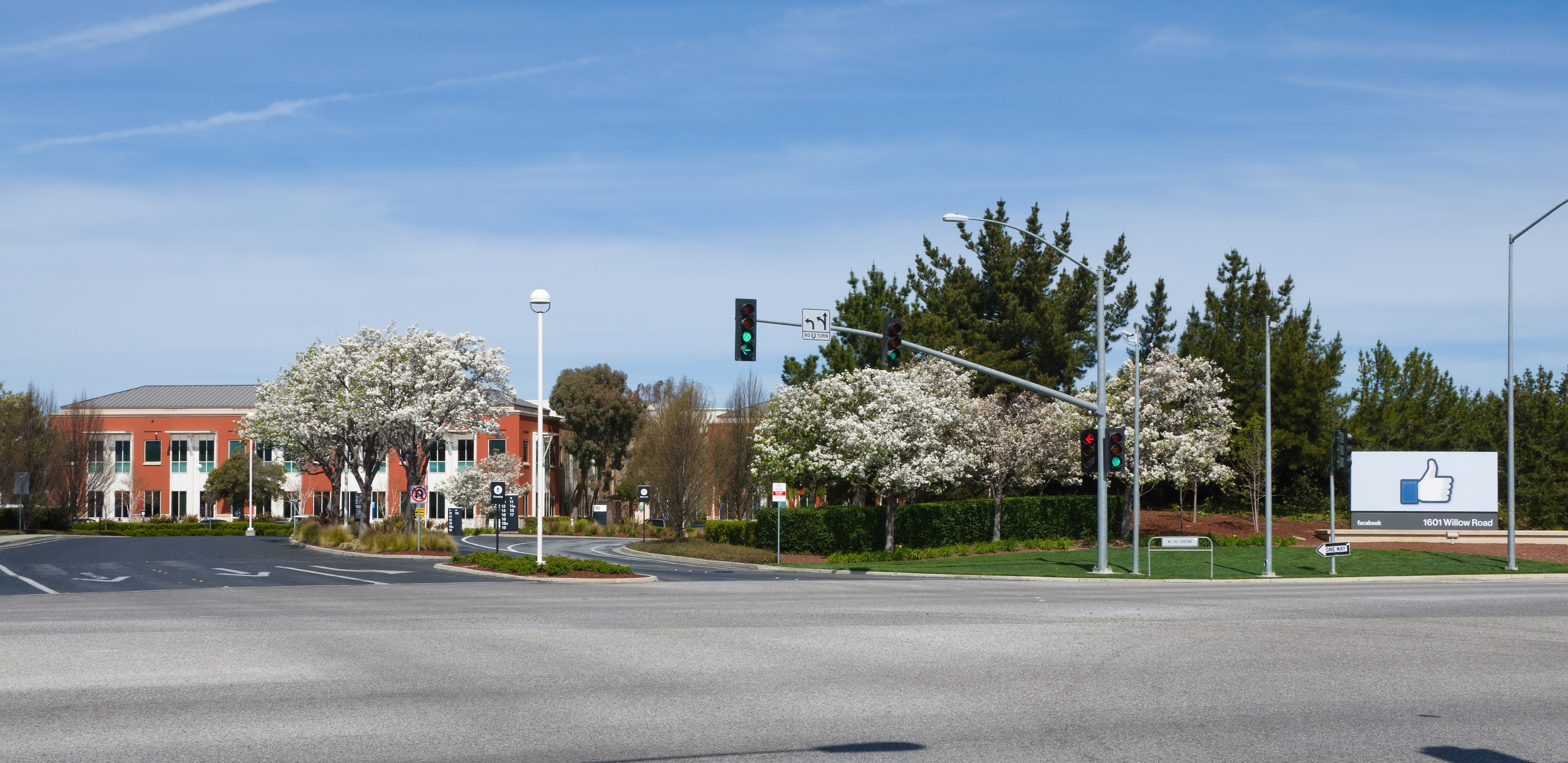
Siège social Facebook à Menlo Park.
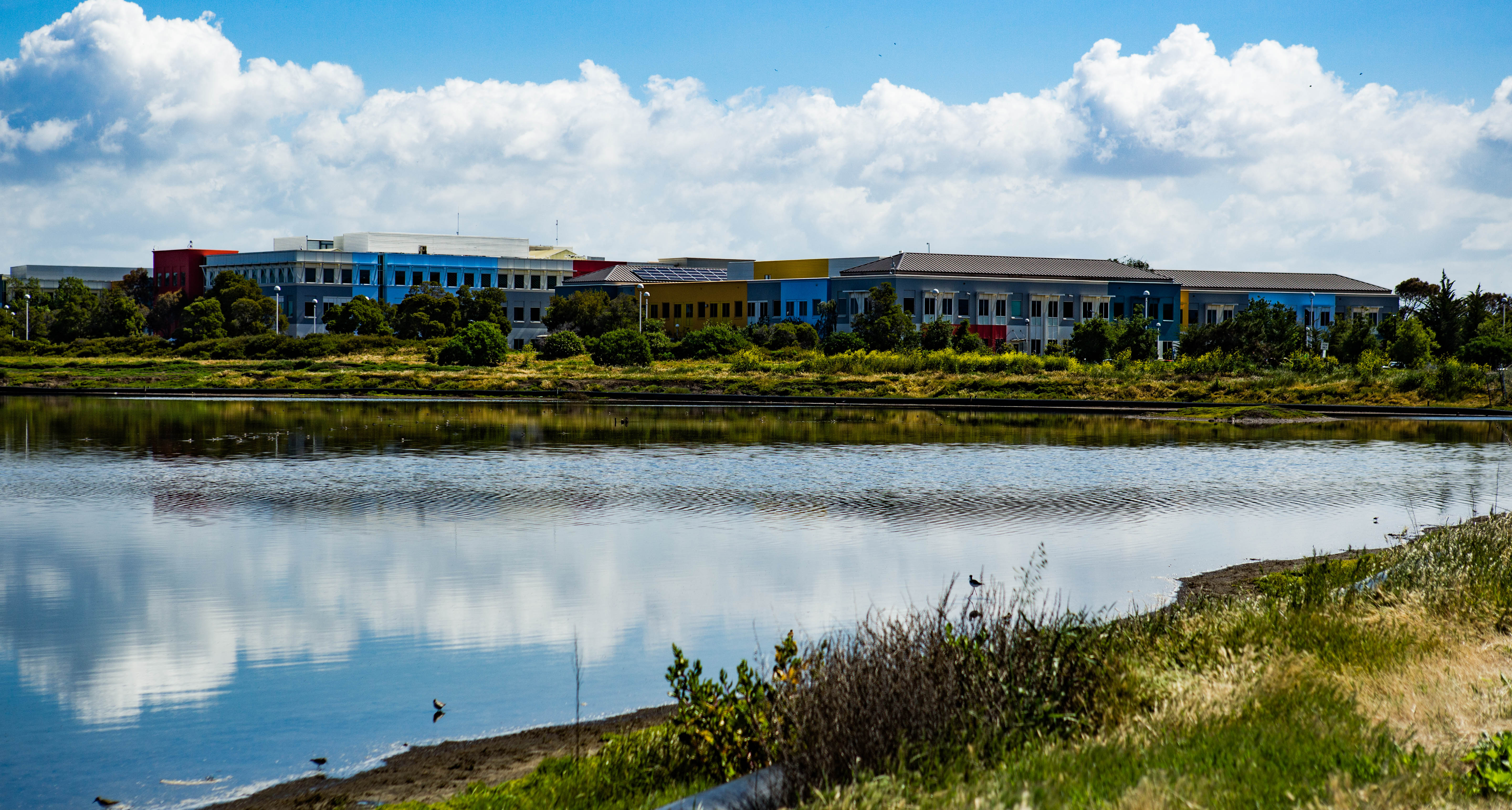
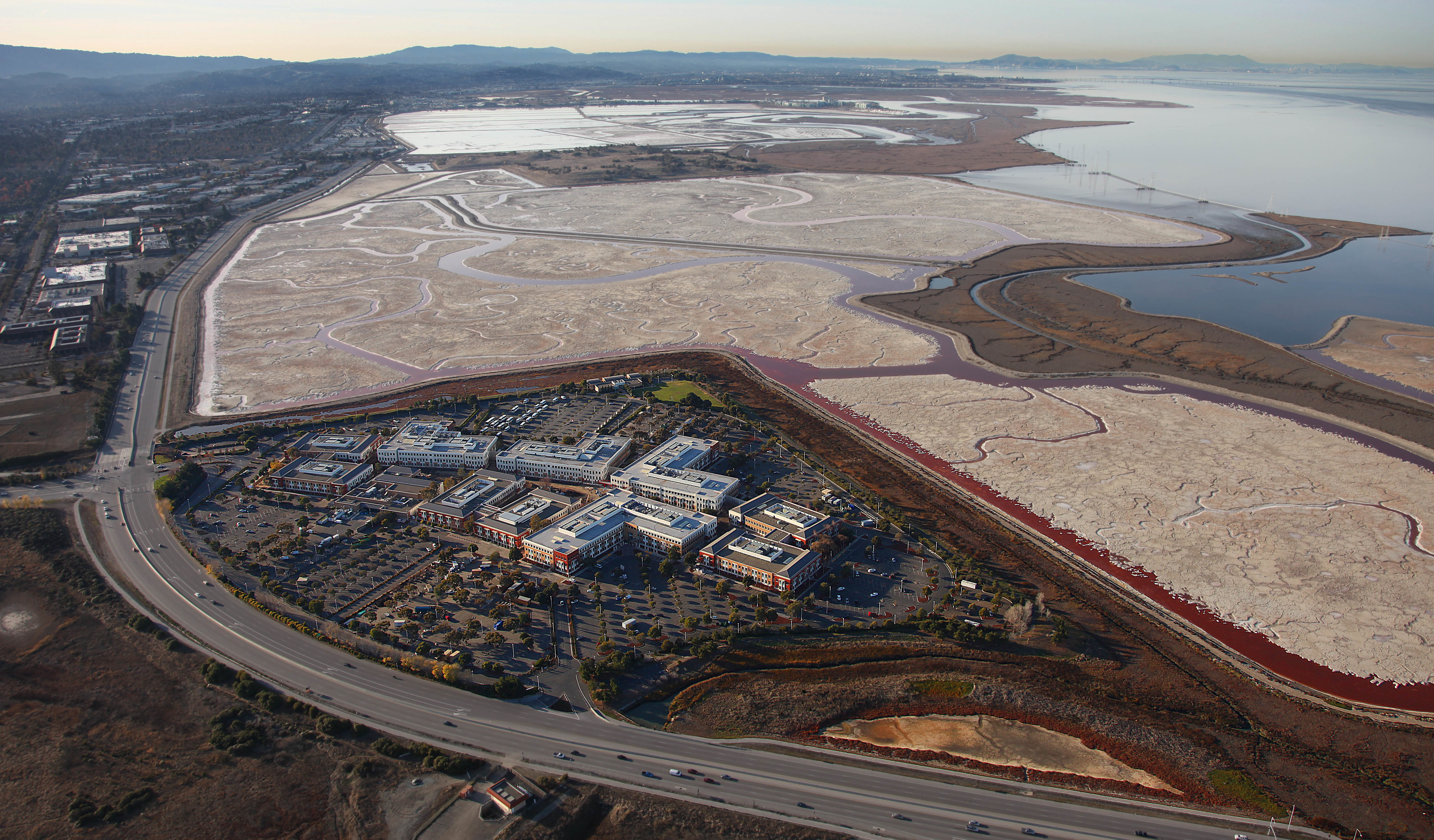
Facebook Headquarters en 2011, de Menlo Park, au bord de la baie de San Francisco.

Le projet est confié au célèbre architecte américain Frank Gehry, et s'inspire de nombreux projets passés du XIXe siècle de ville nouvelle-cité idéale telles que les phalanstères de Charles Fourier, familistère de Guise, familistère Godin de Laeken, cité idéale de Chaux de Claude-Nicolas Ledoux, le Creusot de la famille Schneider, Suwon (ou « Samsung City ») en Corée du Sud, et bien d'autres...

## Caractéristiques
- Surface d'environ 80 hectares, avec perspective d'extension
- Capacité de logement et de vie pour 10 000 employés et leur famille
- Projet écologique fondu dans une forêt d'arbres et de verdure
- Centre ville, villas, appartements, logements collectifs, crèches, hôtels, restaurants, supermarchés, tout commerces, infrastructures sportives et de loisirs...
- Architecte Frank Gehry

## Quelques autres campus d'entreprises célèbres
- Infinite Loop d'Apple de Steve Jobs
- Microsoft Redmond campus de Bill Gates
- Googleplex de Google de Larry Page et Sergey Brin
- Skywalker Ranch et Letterman Digital Arts Center du Presidio de San Francisco, de Lucasfilm de George Lucas